# Gruppo 63
Gruppo 63 – włoska neoawangardowa grupa literacka założona w Palermo. 
Pierwsze spotkanie członków grupy odbyło się w 1963 roku. Zrzeszała intelektualistów – pisarzy, poetów, krytyków literackich. Należeli do niej m.in.: Umberto Eco, Antonio Porta, Luciano Anceschi, Giorgio Manganelli, Edoardo Sanguineti, Elio Pagliarani, Nanni Balestrini, Gianni Celati, Adriano Spatola.